# 2013 JO64
2013 JO64, também escrito como 2013 JO64, é um objeto transnetuniano que está localizado no disco disperso, uma região do Sistema Solar. Ele possui uma magnitude absoluta de 8,2 e tem um diâmetro estimado de 101 km.

## Descoberta
2013 JO64 foi descoberto no dia 7 de maio de 2013 pelo Outer Solar System Origins Survey.

## Órbita
A órbita de 2013 JO64 tem uma excentricidade de 0,760 e possui um semieixo maior de 147 UA. O seu periélio leva o mesmo a uma distância de 35,123 UA em relação ao Sol e seu afélio a 258 UA.